# Tour dei New Zealand Māori 1992
I New Zealand Maori, selezione rugbystica di giocatori di etnia Maori di "rugby a 15", nel 1992 si imbarcarono per un tour nel Sud Pacifico.
| Rarotonga 10 ottobre 1992 | Isole Cook | 17 – 29 | New Zealand Māori |  |

| Nuku'alofa 24 ottobre 1992 | Tonga | 10 – 33 | New Zealand Māori |  |

| Nadi 28 ottobre 1992 | Fiji Juniors | 5 – 17 | New Zealand Māori |  |

| Suva 31 ottobre 1992 | Figi | 34 – 35 | New Zealand Māori |  |